# Serkan Altunorak
Serkan Altunorak (Ankara, 24 dicembre 1976) è un attore e doppiatore turco, noto per aver interpretato il ruolo di Bülent Aydınbaş nella serie Brave and Beautiful (Cesur ve Güzel).

## Biografia
Serkan Altunorak è nato il 24 dicembre 1976 ad Ankara (Turchia), fin da piccolo ha coltivato ha mostrato un'inclinazione per la recitazione.

## Carriera
Serkan Altunorak è laureato al dipartimento teatrale dell'Università di Hacettepe e successivamente si è laureato anche presso il dipartimento di belle arti del conservatorio della Università di Belle Arti Mimar Sinan.
Nel 1999 ha fatto la sua prima apparizione sul piccolo schermo con il ruolo di Unisex Bekir nella serie Ayrılsak da Beraberiz. Nel 2005 ha interpretato il ruolo di Orkun nella serie Karım ve Annem. L'anno successivo, nel 2006 ha interpretato il ruolo di Tolga nel film Gomeda diretto da Tan Tolga Demirci. Nello stesso anno ha interpretato il ruolo di Cem nella serie İmkansız Aşk. Nel 2007 ha interpretato il ruolo di Merdan nella serie Kara Duvak.
Nel 2008 ha interpretato il ruolo di Metin nel film Roz'un Sonbaharı. Nello stesso anno ha interpretato il ruolo di Umut nella serie Sınıf. Nel 2009 e nel 2010 ha interpretato il ruolo di Erkan nella serie Melekler Korusun. Nel 2011 ha interpretato il ruolo di Suat nella serie Bir Günah Gibi. Dal 2012 al 2014 ha interpretato il ruolo di Taşlıcalı Yahya nella serie Il secolo magnifico (Muhteşem Yüzyıl). Nel 2013 ha interpretato il ruolo di Tarik nella serie Şüphe. Nel 2015 ha interpretato il ruolo di Tarık Sönmez nella serie Evli ve Öfkeli.
Nel 2016 e nel 2017 è entrato a far parte del cast della serie Brave and Beautiful (Cesur ve Güzel), nel ruolo di Bülent Aydınbaş. Nel 2017 ha ricoperto il ruolo di Metin nella serie 7YUZ. Nel 2017 e nel 2018 ha interpretato il ruolo di Vedat nella serie Aşkın Kanunu. Nel 2018 ha ricoperto il ruolo di Mösyö Dule nella serie Vatanım Sensin. Nel 2021 ha recitato nella serie Kanli Yayin. Nello stesso anno è entrato a far parte del cast della serie Sana Söz, nel ruolo di Erdem Karaca.
Nel 2022 è entrato a far parte del cast della serie Evlilik Hakkında Her Şey, nel ruolo di Bora Göktaş. Nello stesso anno ha interpretato il ruolo di Selim nella web serie Another Self (Zeytin Ağacı) e quello di Suat nella web serie Uysallar, entrambe serie di Netflix. Nel 2023 ha ricoperto il ruolo di Ozan nel film Maviye Sürgün diretto da Nezaket Coskun. Nello stesso anno è stato incluso nel cast della web serie di Disney+ Numen.

## Filmografia

### Attore

#### Cinema
- Gomeda, regia di Tan Tolga Demirci (2006)
- Roz'un Sonbaharı (2008)
- Cebimdeki Yabancı, regia di Serra Yılmaz (2018)
- Maviye Sürgün, regia di Nezaket Coskun (2023)

#### Televisione
- Ayrılsak da Beraberiz – serie TV (1999)
- Karım ve Annem – serie TV (2005)
- İmkansız Aşk – serie TV, 5 episodi (2006)
- Kara Duvak – serie TV, 11 episodi (2007)
- Sınıf – serie TV, 5 episodi (2008)
- Melekler Korusun – serie TV (2009-2010)
- Bir Günah Gibi – serie TV (2011)
- Il secolo magnifico (Muhteşem Yüzyıl) – serie TV, 21 episodi (2012-2014)
- Şüphe – serie TV, 6 episodi (2013)
- Evli ve Öfkeli – serie TV, 30 episodi (2015)
- Brave and Beautiful (Cesur ve Güzel) – serie TV, 32 episodi (2016-2017)
- 7YUZ – miniserie TV, 1 episodio (2017)
- Aşkın Kanunu – serie TV (2017-2018)
- Vatanım Sensin – serie TV, 1 episodio (2018)
- Kanli Yayin – serie TV (2018)
- Sana Söz – serie TV, 7 episodi (2021)
- Evlilik Hakkında Her Şey – serie TV, 19 episodi (2022)

#### Web TV
- Uysallar – web serie, 8 episodi (Netflix, 2022)
- Another Self (Zeytin Ağacı) – web serie, 8 episodi (Netflix, 2022)
- Numen – web serie (Disney+, 2023)

### Doppiatore

#### Televisione
- Rintintin in Red Kit
- Glen Glen in Afacan Loie
- Bugs Bunny in Looney Tunes
- Richie in Richie Rich
- Clark Kent in Smallville

## Teatro
- Kürklü Merkür, presso il teatro DOT (2007)
- Vur/Yağmala/Yeniden, presso il teatro DOT (2008)
- Alışveriş ve S***ş, presso il teatro DOT (2009)
- Dövüş Gecesi, presso il teatro DOT (2014)
- Killology, presso il teatro Craft (2018)
- Hırçın Kız, presso il teatro Dijital Sahne (2021)
- Dalgakıran, presso il teatro Craft (2022)

## Doppiatori italiani
Nelle versioni in italiano dei suoi film e delle sue serie TV, Serkan Altunorak è stato doppiato da:
- Alessandro Rigotti[31] in Brave and Beautiful[32]
- Fabrizio Picconi[33] in Another Self[34]

## Riconoscimenti
- Sadri Alışık Ödülleri
  - 2008: Vincitore del Premio speciale giovani Efes Pilsen per l'opera teatrale Kürklü Merkür
  - 2010: Vincitore del Premio Speciale Comitato di Selezione per l'opera teatrale Alışveriş ve S***ş

- 23º Sadri Alışık Tiyatro ve Sinema Oyuncu Ödülleri
  - 2018: Candidato come Attore di maggior successo dell'anno per l'opera teatrale Killology

- 18º Direklerarası Seyirci Ödülleri
  - 2018: Vincitore del Premio per l'attore della piccola sala per l'opera teatrale Killology